# ارين ولز
ارين ولز (بالإنجليزية: Warren Wells)‏ هو لاعب كرة قدم أمريكية أمريكي، ولد في 14 نوفمبر 1942 في بومونت في الولايات المتحدة، وتوفي في 27 ديسمبر 2018 بسبب قصور القلب.

## وصلات خارجية
- ارين ولز على موقع مرجع كرة القدم المحترفة.كوم (الإنجليزية)